# Президентство Франсуа Олланда
Президентство Франсуа Олланда началось 15 мая 2012 года и завершилось 14 мая 2017 года. Он стал 45-м президентом Франции и вторым представителем Социалистической партии на этом посту.

## Избрание Франсуа Олланда
31 марта 2011 года Олланд официально объявил о своем участии в президентских выборах.
В мае 2011 года Олланд стал одним из главных кандидатов в президенты Франции от социалистов.
В августе 2011 года Олланд выпустил свою книгу «Судьба Франции», в которой изложена его предвыборная программа.
16 октября 2011 года Франсуа Олланд был выдвинут кандидатом в президенты Франции от Социалистической партии.
22 января 2012 года Олланд выступил с полуторачасовой речью, в которой изложил свою предвыборную программу «Изменения — это сейчас. Мои 60 обещаний Франции».
В начале апреля 2012 года кандидатуру Олланда поддержал бывший президент и правоцентрист Жак Ширак.
22 апреля 2012 года в первом туре президентских выборов Олланд набрал 28,63 % голосов, опередив действующего президента Николя Саркози на 1,5 процентных пункта.
6 мая 2012 года во втором туре выборов Олланд одержал победу, получив 51,64 % голосов, и был избран президентом Франции.

## Инаугурация
15 мая 2012 года Франсуа Олланд вступил в должность французского президента, принеся присягу в Елисейском дворце.

## Рейтинг
По итогам первых 100 дней правления Олланд стал самым непопулярным президентом Франции.
В феврале 2013 года рейтинг Олланда упал до 30 %, что делало его самым непопулярным президентом Франции с 1981 года, весной — до 24 %, в ноябре — до 20 %.
К ноябрю 2014 года рейтинг Олланда упал до 13 %. В январе 2015 года рейтинг Олланда ненадолго взлетел до 21 %.
В июне 2016 года рейтинг Олланда упал до 12 %. В ноябре 2016 года рейтинг Олланда опустился до рекордных 4 %, что сделало его самым непопулярным президентом Франции за всю историю Пятой республики. Стал единственным президентом Пятой республики, не баллотирующимся на второй срок.

## Внутренняя политика
16 мая 2012 года Олланд назначил Жан-Марка Эро новым премьер-министром Франции. 18—21 июня этого же года было сформировано второе правительство Жан-Марка Эро.
3 июля премьер-министр Франции объявил о намерении легализовать однополые браки и дать права усыновления детей гомосексуалами в начале 2013 года.
15 сентября 2012 года Олланд выступил с предложением ввести 75 % сбор с граждан, имеющих доходы свыше 1 миллиона евро в год. Конституционный суд отверг его инициативу.
7 ноября 2012 года Олланд одобрил законопроект о легализации однополых браков во Франции. Это решение вызвало масштабные акции протеста по всей Франции и негативную реакцию католической церкви, мусульман, правой оппозиции, республиканцев и коммунистов.
23 апреля 2013 года парламент Франции во втором чтении принял закон о легализации однополых браков.
17 мая законопроект об однополых браках одобрил Конституционный совет.
18 мая 2013 года президент Франции Франсуа Олланд подписал закон о легализации однополых браков, вступивший в силу 19 мая. 28 мая состоялись первые регистрации однополых браков.
В июне 2013 Олланд, выполняя предвыборные обещания, снижает пенсионный возраст. Но не для всех: выход на пенсию в 60 лет стал доступен французам, рано приступившим к работе и делавшим отчисления в пенсионный фонд в течение 40 лет.
23 и 30 марта 2014 года во Франции прошли муниципальные выборы, на которых социалисты потерпели поражение, уступив республиканцам Саркози. Под влиянием итогов выборов уже 31 марта в отставку ушло правительство Жан-Марка Эро. Новым главой правительства стал министр МВД Мануэль Вальс.
Уже 25 августа 2014 года первое правительство Вальса ушло в отставку, продержавшись всего 147 дней. 26 августа было сформировано четвёртое за годы правления Олланда правительство.
6 августа 2015 года по инициативе министра экономики Эмманюэля Макрона был принят «закон для экономического роста, активности и равенства шансов», прозванный в народе «законом Макрона». Закон предусматривает либерализацию некоторых секторов экономики.
6 декабря 2016 года правительство Вальса ушло в отставку. Новым премьер-министром Франции стал Бернар Казнёв.

## Внешняя политика
Уже в свой день инаугурации Олланд совершил свой первый зарубежный визит. Этот визит Олланд совершил в Германию, где он встретился с Ангелой Меркель.
17 мая 2012 года Олланд отправился с визитом в Вашингтон, где встретился с Бараком Обамой.
29 ноября 2012 года при голосовании в Совбезе ООН Франция проголосовала за требование Палестины получения статуса государства-наблюдателя в ООН.
11 января 2013 года по приказу Олланда французская армия начала военную интервенцию (операцию «Сервал») в Мали. 14 июля 2014 года операция закончилась победой Франции и правительственных сил в Мали.
29 апреля 2013 года Олланд опубликовал новую французскую доктрину внешней политики «Белую книгу».
В декабре 2013 года французская армия начала интервенцию в Центральноафриканской республике (ЦАР).
В 2014 году Олланд поддержал санкции против России.
Весной 2015 года Олланд объявил о разрыве с Россией по поставкам вертолётоносцев «Мистралей». Франция выплатила России около 1 миллиарда евро. Осенью того же года «Мистрали» были проданы Египту.
10 февраля 2016 года в отставку ушёл глава МИД Франции Лоран Фабиус, который 8 марта этого же года возглавил Конституционный совет Франции. Новым главой МИД Франции стал Жан-Марк Эро.

## Отказ от участия в президентских выборах 2017 года
По причине своей низкой популярности Ф. Олланд не стал выдвигать свою кандидатуру на президентские выборы 2017 года. Об этом он объявил 1 декабря 2016 года.
В январе 2017 года кандидатом в президенты от социалистов стал Бенуа Амон, который проиграл в первом туре выборов, прошедшем 23 апреля 2017 года. После проигрыша на выборах социалисты поддержали кандидатуру Эмманюэля Макрона, баллотировавшегося от движения «Вперед!».
7 мая 2017 года Макрон победил во втором туре выборов. Уже 8 мая Олланд поздравил его с победой. 14 мая 2017 года Олланд передал свои полномочия избранному президенту Эмманюэлю Макрону.